# Escola de Mestres de Vic
L'Escola de Mestres de Vic fou un centre de formació mestres, adscrit a la Universitat de Barcelona, actiu a Vic entre 1977 i 1997. En el moment en què la formació de mestres va passar a tenir rang universitari, a conseqüència de la llei Villar Palasí, un conjunt de persones de la societat civil de Vic i Osona, liderades per Ricard Torrents amb altres professors del Col·legi de Sant Miquel dels Sants de Vic, van crear aquest centre. D'aquesta manera es recuperaven els estudis de caràcter universitari a la ciutat de Vic i es posava en marxa un centre de formació de professorat fonamentat amb la catalanitat i la renovació pedagògica.
Tenia com a precedent l'Escola de Magisteri de l'Església Balmes, un centre creat el 1948 i que va desaparèixer 1976, que depenia de les germanes Dominiques de l'Anunciata al col·legi del Pare Coll.
El 23 d'abril de 1977, el BOE publicava un Decret de creació de la "Escuela Universitaria Balmes de Formación del Profesorado de Enseñanza General Básica". Aquest era el nom oficial, encara que els seus promotors li volien posar el nom de Escola Universitària de Mestres Osona, però no van poder fer-ho, i el 1979 van posar l'acrònim d'aquest nom, Eumo, a l'editorial del centre.
El 4 d'octubre de 1977 s'inaugurava el primer curs de l'Escola de Mestres, amb uns 150 alumnes i 17 professors.

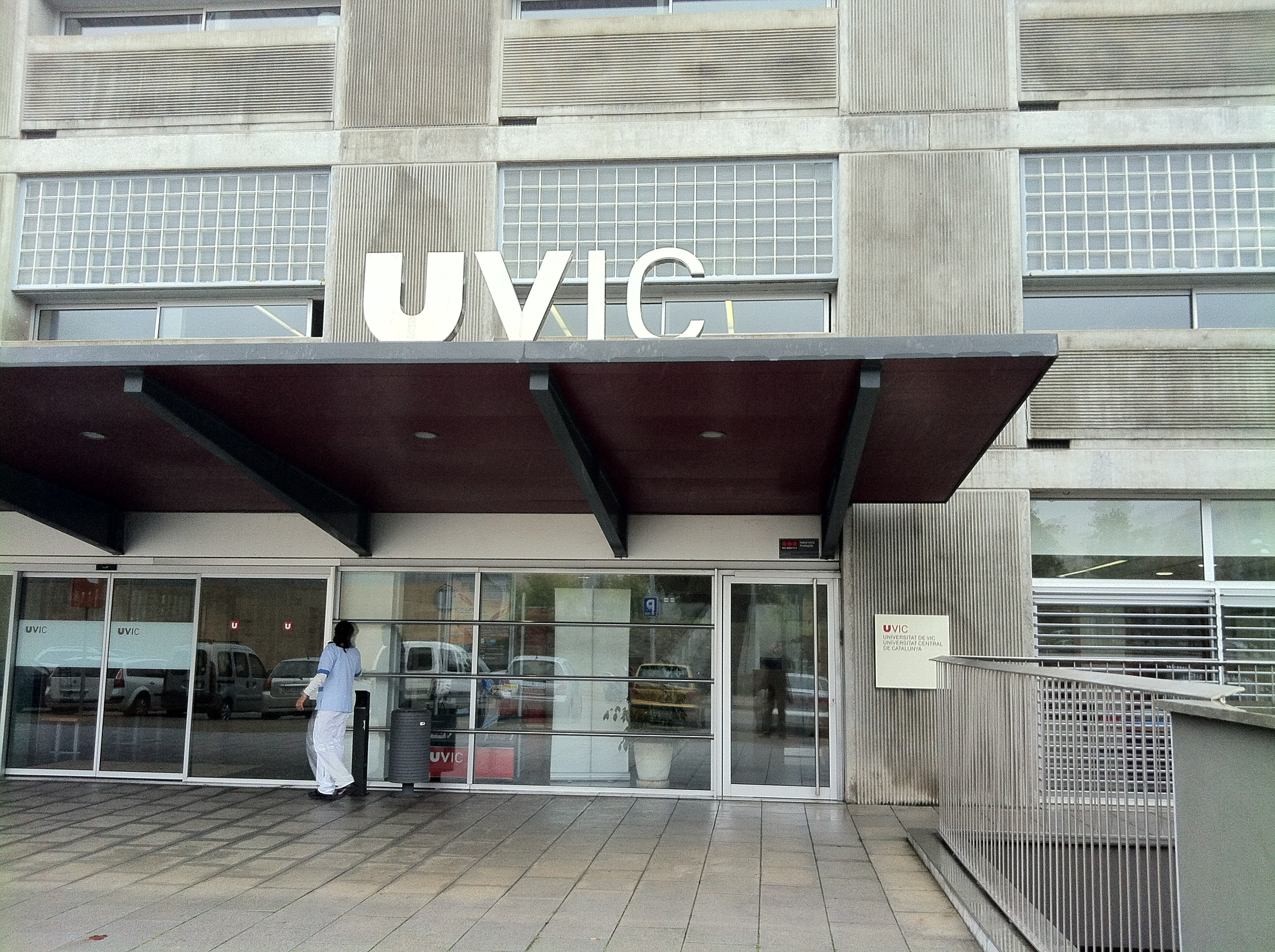
Quan es va fundar la UVic, l'Escola de Mestres hi va quedar integrada dins la universitat

L'èxit de l'Escola de Mestres pel que fa al nombre d'estudiants i la bona consideració que aviat va merèixer dins el conjunt dels centres de formació del professorat catalans, es convertiren en un punt de partida per formar uns Estudis Universitaris a Vic. A partir de l'any 1984, la titularitat del centre la va assumir la Fundació Universitària «Balmes», creada per l'Ajuntament de Vic i l'Escola Universitària de Mestres i regida per la Llei de Fundacions Privades del Parlament de Catalunya. Aquest mateix any el centre va deixar les instal·lacions del Col·legi de Sant Miquel i es va traslladar a unes noves dependències sorgides de la rehabilitació de l'antiga fàbrica tèxtil HIVISA al carrer de Miramarges. Aquest campus va donar nom a una revista escolar, la Revista Miramarges.
El 1997 en crear-se la Universitat de Vic, el centre es va transformar en Facultat d'Educació.